# Mbugu (Sprache)
Mbugu (Eigenbezeichnung: Ma’a, nicht zu verwechseln mit Maa) ist eine Mischsprache, die von ca. 7000 Menschen (Stand von 1997) in den Usambara-Bergen in Tansania gesprochen wird. Die ethnische Population der Mbugu umfasst allerdings ca. 32.000 Menschen.
Die Besonderheit dieser Sprache besteht darin, dass sie vom Lautsystem und von der Grammatik her zwar eher als Bantu-Sprache einzustufen ist (dem Pare am nächsten stehend), vom Wortschatz her aber eher den südkuschitischen Sprachen nahesteht. Dieser Zustand ist durch Sprachmischung entstanden.
Theoretisch gesehen stellt das Mbugu ein Problem dar, da es schwierig ist zu entscheiden, welcher Sprachfamilie es genetisch zuzuordnen ist.
Man geht davon aus, dass die Bantusprache die ältere Schicht, das sogenannte Substrat, darstellt.